# Curculionide
Curculionidele (Curculionidae), numite și gărgărițe, trombari sau gândaci cu cioc, este o familie mare de coleoptere cu circa 83.000 de specii cunoscute. Sunt considerate ca cele mai evoluate coleoptere. Una dintre particularitățile morfologice cele mai bătătoare la ochi ale acestui grup, este prelungirea mai mult sau mai puțin accentuată a capului sub formă de rostru, în vârful căruia se găsește gura și aparatul bucal. Această particularitate este o selecție adaptativă la obișnuința de a face găuri cu mandibulele în substrat,  de a face  galerii etc.  Tot în legătură cu aceasta,  tegumentul este foarte dur. Aproape toate sunt fitofage atât în stare larvară cât și ca adult. Prezența unei mari cantități de celuloză a determinat prezența în tubul digestiv a unor simbionte, și anume micetome. Larvele sunt apode. În fauna României au fost identificate peste 800 de specii.